# ダイエット騒動
『ダイエット騒動』（原題：They're Not Your Husband）は、アメリカの小説家レイモンド・カーヴァーの短編小説。

## 概要
『シカゴ・レビュー』24・No.4号（1972年）に掲載された。カーヴァーの最初の短編集である『頼むから静かにしてくれ』（マグロー・ヒル社、1976年3月9日）に収録。生前に出版された精選作品集『Where I'm Calling From: New and Selected Stories』（アトランティック・マンスリー・プレス、1988年5月）にも収録された。
日本語版は村上春樹が独自に編纂した単行本『ささやかだけれど、役にたつこと』（中央公論社、1989年4月20日）が初出。『THE COMPLETE WORKS OF RAYMOND CARVER 1　頼むから静かにしてくれ』（同社、1991年2月20日）に収録された。ここまでの邦題は「ダイエット騒動」だったが、『村上春樹翻訳ライブラリー 頼むから静かにしてくれ I』（中央公論新社、2006年1月10日）収録時に原題どおりの「そいつらはお前の亭主じゃない」に戻された。
ボブ・エーデルマンの写真集『Carver Country: The World of Raymond Carver』（チャールズ・スクリブナーズ・サンズ、1990年9月7日）には、本作品の一節とともにカリフォルニア州アーケイタのダイナーの写真が収められている。
映画監督のロバート・アルトマンはカーヴァーの9つの短編と1編の詩をもとに『ショート・カッツ』（1993年）を作るが、本作品もその中のひとつに選ばれている。

## あらすじ
アール・オーバーはセールスマンだったが、現在は求職中である。妻のドリーンは町はずれにある24時間営業のコーヒーショップで夜番のウェイトレスをやっていた。アールは妻が働いているところを見てみたくなり、ある夜彼女の店を訪れた。
カウンターのアールの隣の席に二人のサラリーマン風の男が座った。片方の男がドリーンを指してもう一人に言った。「おい、あのケツ見てみなよ。凄え代物だと思わない？」
もう一人の男は笑う。「おい、よしてくれよ」
ドリーンがアイスクリームをすくい取るために身を屈めると、白いスカートが脚の上の方までまくれあがった。腿は皺がよって、血色が悪かった。次の日の朝、アールはドリーンにダイエットをすすめる。そして毎朝彼はドリーンと一緒にバスルームへ行って、彼女が体重計に乗るのを待った。